# Stannards
Stannards est une census-designated place du comté d'Allegany, dans l'État de New York, aux États-Unis,. En 2020, elle compte une population de 585 habitants.